# Седриано
Седриа̀но (на италиански: Sedriano, на западноломбардски: Sidriàn, Сидриан) е град и община в Северна Италия, провинция Милано, регион Ломбардия. Разположен е на 145 m надморска височина. Населението на общината е 15 777 души (към 2013 г.).